# 猇亭区
猇亭区是中华人民共和国湖北省宜昌市所辖的一个市辖区，1995年3月设立。总面积为127平方公里，常住总人口为6.87万人。区人民政府駐正大路55號。

## 行政区划
猇亭区下辖3个街道办事处：
古老背街道、虎牙街道和云池街道。

## 人口
根據全國第七次人口普查統計數據，截至2020年11月1日，全区常住人口为68728人。

## 交通
- 318国道